# 乙
새을(새乙)은 한자 부수의 하나로, 강희자전 부수의 다섯째 부수이다. 새, 둘이라는 뜻을 가지고 있으며 전주(轉注)하여 '굽다'라는 의미도 있다. 한자의 제자원리를 뜻하는 육서 중의 상형자로서 목과 가슴 사이가 굽은 새 모습을 본떠 만들었다. '둘'이라는 뜻이 있는 이유는 이 한자가 천간에서 둘째 자리에 배치되었기 때문이다. 한자능력검정시험의 급수에서 준 3급에 배정되어 있다.

## 乙부
| 자획  | 글자                    |
| ----- | ----------------------- |
| 0     | 乙 乚 乛                |
| 1 획  | 乜 九                   |
| 2 획  | 乞 也 习ㅂ              |
| 3 획  | 乢ㅂㄷㅂㄷㅌㅂ          |
| 4 획  | 乧                      |
| 5 획  | 乨 乩 乪 乫 乬 乭 乮 乯 |
| 6 획  | 乱 乲                   |
| 7 획  | 乳 乴 乵 乶 乷 乸       |
| 8 획  | 乹 乺 乻 乼 乽          |
| 10 획 | 乾 乿 亀                |
| 11 획 | 亁                      |
| 12 획 | 亂 亃 亄                |

## 같이 보기
- 일본의 상용한자 목록

## 참고 문헌
- Fazzioli, Edoardo. 《Chinese calligraphy : from pictograph to ideogram : the history of 214 essential Chinese/Japanese characters》. calligraphy by Rebecca Hon Ko. New York: Abbeville Press. ISBN 0-89659-774-1.
- Leyi Li: “Tracing the Roots of Chinese Characters: 500 Cases”. Beijing 1993, ISBN 978-7-5619-0204-2